# Siswati

Anteil der Siswatisprecher in Südafrika (2011)

Dichte der Siswatisprecher in Südafrika (2011)

Siswati oder Swasi (eigentlich siSwati, auch Swati, Swazi) ist eine in der Republik Südafrika und in Eswatini verbreitete Bantusprache.
In Südafrika verwenden 2,06 Prozent der über 15-jährigen Bevölkerung Siswati als Muttersprache (Stand 2015).
Sie gehört zur Untergruppe der Nguni-Sprachen, der auch isiZulu, isiXhosa und Süd-Ndebele und einige andere Sprachen angehören. Diese Sprachen sind so eng verwandt, dass eine gegenseitige Verständigung zwischen den Sprechergruppen weitgehend problemlos ist. „Die Ausdifferenzierung der Nguni-Sprachen in verschiedene eigenständige Sprachen hat weniger linguistische als vielmehr politische Ursachen.“